# Список персонажів «Ghost in the Shell»
Це список персонажі аніме та манґи «Ghost in the Shell»
Кусанаґі Мотоко – найбільш кваліфікований і ефективний лідер. За виключенням головного та частини спинного мозку, її тіло складається з кібернетичних частин. В 9-му відділі займає посаду командира під час операцій.
Колеги звуть її Майором. Вона давно забула своє справжнє ім'я. Мотоко впродовж свого життя навчилася управляти своїм штучним тілом досконало, що зробило її першокласною зброєю (звідси і псевдонім «Кусанаґі», тобто «вражаючий меч»). Вона стала військовим і дослужилася до майора Військ Самооборони Японії, очевидно, пройшла багато озброєних конфліктів. Після закінчення військової кар'єри вона перейшла в МВС, де був створений спеціальний відділ по боротьбі з тероризмом і комп'ютерною злочинністю. 
Її кібермозок дозволяє буквально «пірнати» в комп'ютерні мережі, має високоміцне тіло, вагою в 2 центнери, з титановим скелетом. Займається груповим сексом з двома подругами, які років на 15 молодше за неї саму, але не відмовиться і від чоловіка чи дитини. 
Кібертіло не схильне до старіння, тому Кусанаґі виглядає значно молодше за своїх 35-40 років. Кусанаґі непогано володіє Тхеквондо, чудово стріляє и до того ж є першокласним хакером. Її здібності не дозволяють ідентифікувати себе з людьми. Крім того, життя, повне вбивств і насильства, і повна самота ведуть до глибокого душевного конфлікту, що має явно нігілістично-депресивний характер. Ніякої можливості покинути Відділ у неї немає: вона стала заручником власного тіла, яке тепер належить державі. 
Її іноді переслідують спогади дитинства, наприклад, як вона, не звикнувши ще до кібертіла і не розрахувавши сили, ненавмисно зламала ляльку, стиснувши її в кулаці. Залежно від ситуації у неї було різне тіло, але вона віддає перевагу тілам, схожим на молодих жінок. Зневажає чоловіків, яким потрібні жінки тільки для задоволення і домашньої роботи. Небайдужа до Бато і до Арамакі, часто забуває про своїх коханок, одна з яких працює в лікарні. Вона важко перенесла звикання до кібернетичного тіла в дитинстві, тому переживає за інших дітей з кібертілами. Кілька разів синхронизіровала свою пам'ять з чужою, отримуючи новий життєвий досвід.

Бато

Бато – кіборг, що володіє величезною фізичною силою. Екс-рейнджер і ветеран багатьох кривавих конфліктів в Південній Америці. Вік невідомий, але на вигляд йому приблизно п'ятдесят років. Більшість свого вільного часу проводять в спортзалі, тренуючись в боксі, яким він володіє досконало. У конфлікті в Середній Азії Бато прославився як фахівець з тортур, має прізвисько «Стоматолог» через свої жорстокі методи та витончений садизм.
Бато – висококласний фахівець з тактичної розвідки і партизанської війни. Любить ділити людей на «масу», «поліцію» і «професіоналів», має штучні очі з вбудованою інфрачервоною сенсорикою. Майора Кусанаґі вперше зустрів в Мексиці, після чого став явно небайдужий до неї. Вважає Майора Кусанаґі мужоподібною і навіть радить їй поміняти тіло на чоловіче, але сам знаходиться під її чарами. В порівнянні з нею гірший аналітик, але рішучіший і завжди покладається на грубу силу.
Прив'язаний до свого автомобіля і однієї з Тачіком, яку він балує (наприклад обслуговуванням натуральним маслом замість синтетичного). За що, у свою чергу, всі Тачікоми, завдяки синхронізації пам’яті, прив'язані до нього. Іноді демонструє співчуття як до кіборгів, так і до людей. Часто втрачає душевний спокій від неминучості смерті і знищення.
Має хороші відносини з іншими співробітниками з дев'ятого відділу, його нахабна поведінка є показною ради досягнення результату, але він все-таки здатний подолати свої відчуття і виконувати свій обов'язок. Часто буває агресивний і нестриманий, тому нерідко вибирає некоректні слова, ускладнюючи цим розслідування Відділу.
Арамакі Дайске – шеф 9-го відділу. Дуже старий, працює в контррозвідці Японії багато десятків років. Володіючи високим інтелектом, величезним робочим досвідом і зв'язками, що досягають високих політичних кругів, він вирішив організувати секретний відділ по національній боротьбі з тероризмом і кібер-злочинністю. Так з'явився 9-й відділ, за який Арамакі відповідальний перед МВС і самим прем'єр-міністром, який, у свою чергу, може давати прямі накази цій спецгрупі. Якщо оперативним Главком загону є Майор Кусанаґі, то Арамакі – це майстер провокацій, свого роду політик, що завжди приховує і захищає своїх людей від Кримінального Кодексу самої ж Японії. На відміну від більшості, він майже повністю людина, за винятком деяких мозкових імплантатів. Арамакі володіє винятковими здібностями в аналітиці і побудові планів.
Хоча його підлеглі називають його "Старою Мавпою", їх віра в нього безмежна.

Тоґуса

Тоґуса – новий член 9 Відділу, був завербований Мотоко з поліцейської штаб-квартири.
Він не має фактично ніяких кібернетичних імплантатів, окрім кібермозку. Знавець в розслідуваннях його часто використовують, щоб перевіряти підозрілі організації.
Ще на службі в поліції досяг великої майстерності в стрільбі з револьвера, який вважає кращим за автоматичну зброю. Він – єдиний з відділу у кого є сім'я.

Ішікава

Ішікава – професійний хакер світового класу, торговець інформацією і найстарший за віком, за винятком Арамакі. Маючи солідне інтернет-кафе, більшість свого часу проводить за пошуком даних в Мережі. Як фахівець з електроніки і ведення війни електронними засобами Ішікава просто незамінний. У фільмі він рідко вплутується в бій, але очевидна наявність великого бойового досвіду.

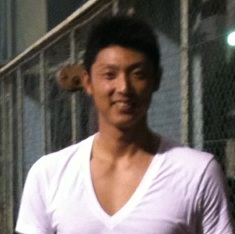
Сайто

Сайто – він часто бере участь як снайпер в операціях 9 Відділу.
Холодний, дуже професійний фахівець-практик у використанні перспективної зброї і тактики. Він використовує снайперську гвинтівку .50 калібру також може використовувати кібернетичний імплантат, захований в своєму лівому оці, щоб синхронізуватися з супутником GPS для додаткової точності.

Пазу

Пазу – екс-якудза. Відвертий бандит, що займався сутенерством, грабежем, торгівлею нелегальною порнографією і відмиванням грошей. Про все це було забуто після того, як він був завербований в 9-й Відділ. Пазу, великий знавець підпільного світу, бо практично виріс в цьому середовищі, дає відділу безцінну інформацію про кримінальний світ через безліч старих зв'язків. Він дуже мужній і здатний піти в атаку на озброєний загін навіть зі складаним ножем в руці. Має також славу ловеласа, який, як він говорить, не спить з однією жінкою більше одного разу. Його рідко можна побачити в самому відділі і практично ніколи – у дії.
Бома – напарник Пазу. Так само як і Бато має імплантовані очі.
Фахівець з вибухівки і підривної справи. Він схожий на свого напарника – також неговіркий.
Тачікома – розумний танк, у відділі є 9 таких.
Завдяки нейрочіпам та системі штучного інтелекту високого рівня можуть думати і ухвалювати рішення незалежно. Озброєння – кулемет та гранатомет.